# Ivar Tengbom
Pour les articles homonymes, voir Tengbom.
Ivar Justus Tengbom (7 avril 1878 – 6 août 1968) est un architecte suédois qui s'est illustré comme une figure majeure des trois grandes écoles architecturales qui ont marqué les paysages urbains de son pays dans la première moitié du XXe siècle, successivement le national-romantisme suédois d'avant 1920, le néo-classicisme nordique des années 1920 puis le fonctionnalisme des années 1930.

## Carrière

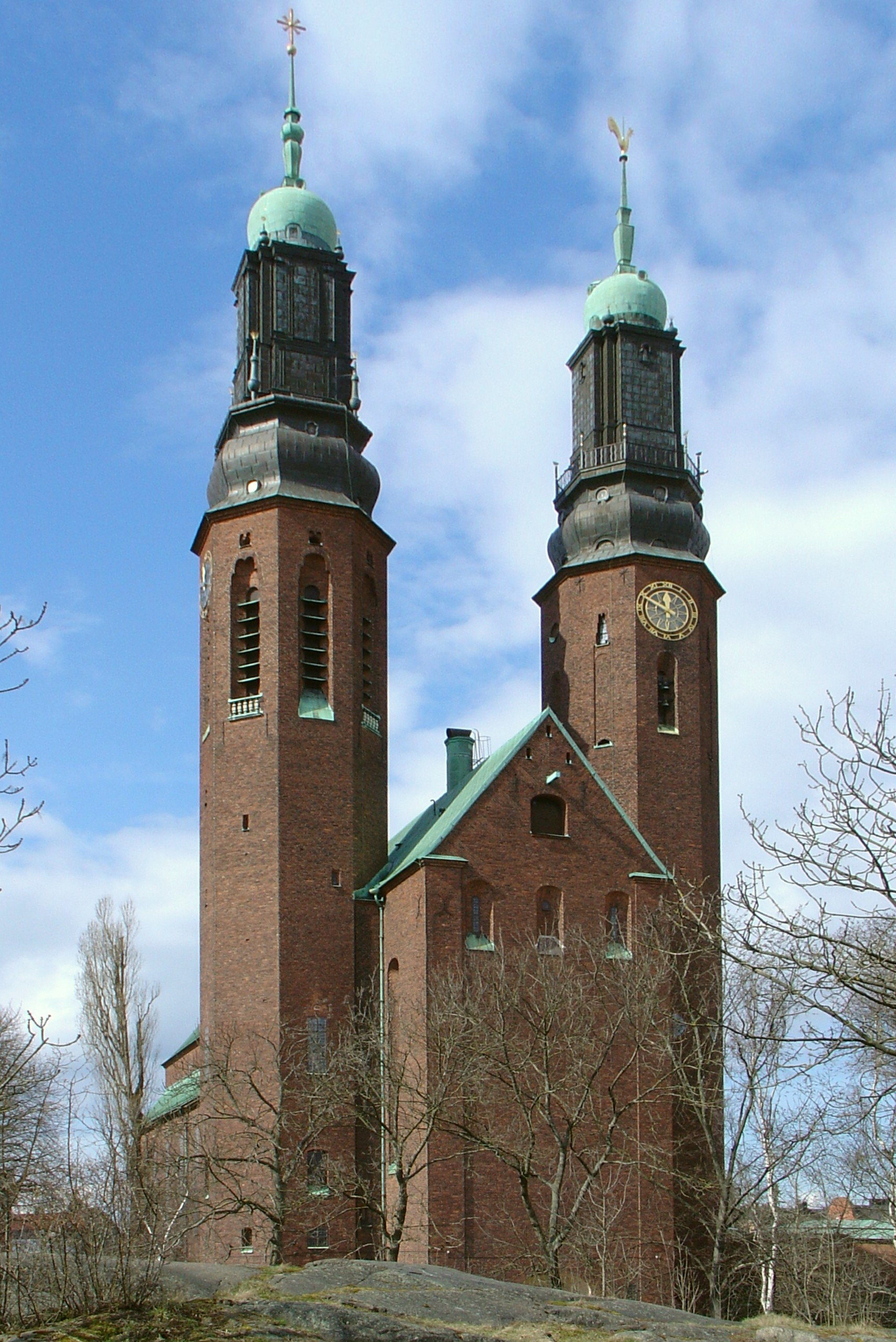
Église de Högalid, Stockholm

Tengbom est né à Vireda dans la région de Jönköping. Il fit ses études à l'université technique Chalmers de Göteborg entre 1894 et 1898, à l'école d'architecture de l'Académie royale suédoise des Arts à Stockholm entre 1898 et 1901 (il y reçut la médaille royale) puis à l'étranger. Il travailla entre 1906 et 1912 avec Ernst Torulf à Stockholm et Göteborg, puis à son propre compte à partir de 1912 à Stockholm. Il fut l'architecte attitré du collège royal suédois des Arts en 1916 et entra à l'Académie royale suédoise des Arts en 1917. En 1921, il fut nommé directeur général du bureau d'État de la construction (Byggnadsstyrelsen).

### La phase nationale-romantique
L'agence d'architecture Tengbom & Torulf remporta le deuxième prix lors du concours organisé en 1905 pour la construction de l'hôtel de ville de Stockholm (derrière Ragnar Östberg), et en 1906 arriva encore deuxième lors du concours de l'église d'Engelbrekt (Engelbrektskyrkan) à Stockholm (qui sera construite selon les plans de Lars Israel Wahlman). Ils remportèrent en revanche le premier prix pour deux autres réalisations emblématiques du national-romantisme suédois, l'hôtel de ville (devenu depuis palais de justice) de Borås, inauguré en 1910, et l'église de Högalid à Stockholm, édifiée de 1916 à 1923.

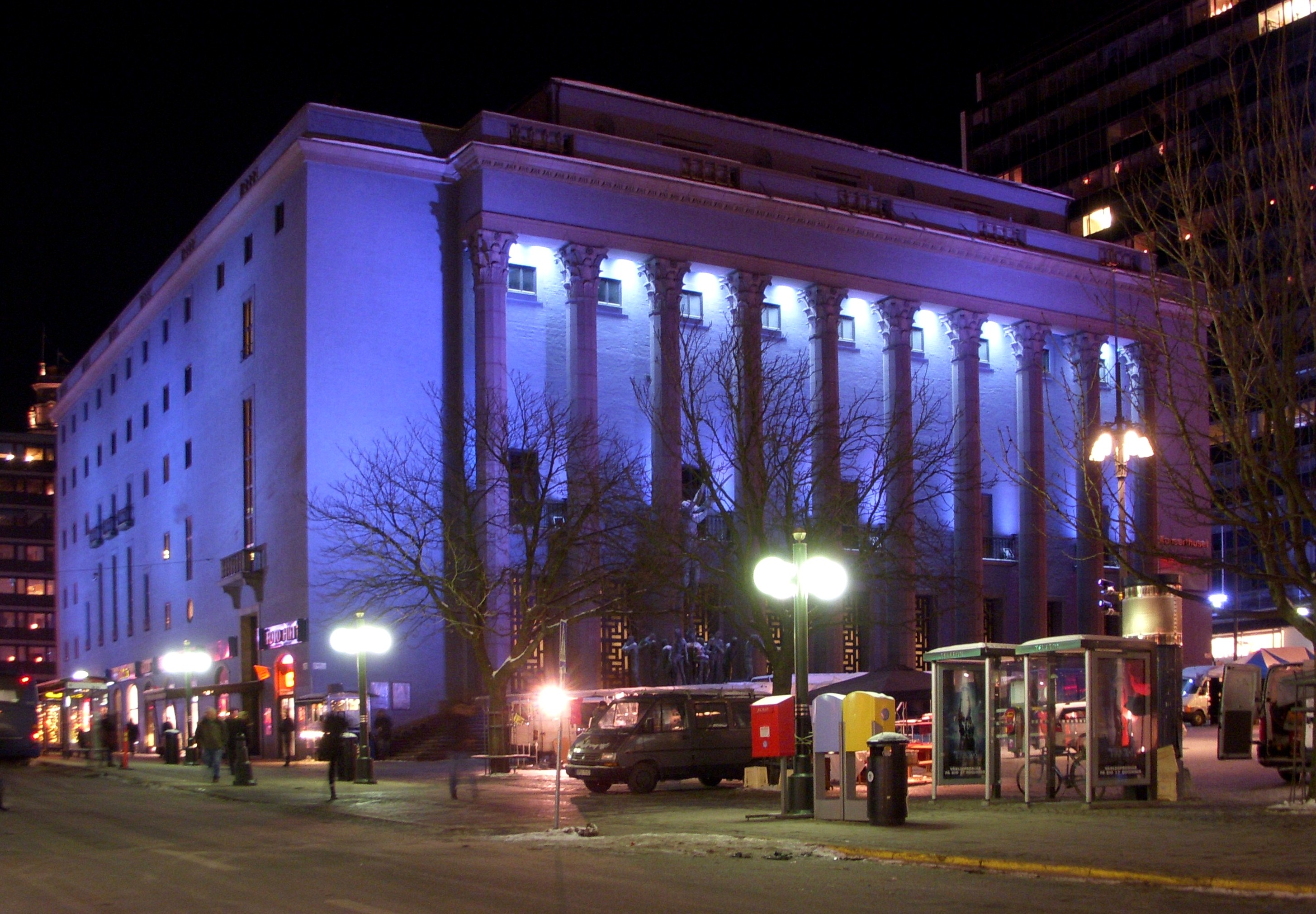
La maison des concerts de Stockholm en 2002

Après la fin de sa collaboration avec Torulf, Ivar Tengbom dessine le siège central de la banque Stockholms Enskilda, place Kungsträdgården à Stockholm (1912-1915). Avec ce bâtiment d'inspiration italianisante il annonce un néo-classicisme épuré, même s'il réalise pour la même banque, au même moment, un autre immeuble stockholmois, rue Hornsgatan à Södermalm, qui reste purement dans la ligne nationale-romantique. Suivront d'autres réalisations (immeubles de bureaux, hôpitaux) où se concilient les traditions formelles de l'architecture populaire suédoise avec une recherche d'harmonie dans le dépouillement.

### Période néo-classique
Dans les années 1920, Tengbom dessina le bâtiment de l'École d'économie de Stockholm (1925) et la maison des concerts de Stockholm (1923-1926), sur la place Hötorget. Siège de l'orchestre philharmonique royal de Stockholm, ce palais est notamment connu comme étant l'endroit où sont remis les prix Nobel. Il présente en façade un portique soutenu par de hautes et minces colonnes à section polygonale d'un type corinthien stylisé. Il est sans doute la plus connue des réalisations de Tengbom, et, avec la bibliothèque municipale de Stockholm de Gunnar Asplund, la plus emblématique du classicisme nordique des années 1920 en Suède. Ce style, appelé Swedish Grace dans les pays anglophones, allait accéder à une notoriété mondiale. Dans le même esprit, Tengbom dessina à la fin des années 1920 le siège de Svenska Tändsticksbolaget, la société d'Ivar Kreuger, Trädgårdsgatan à Stockholm.

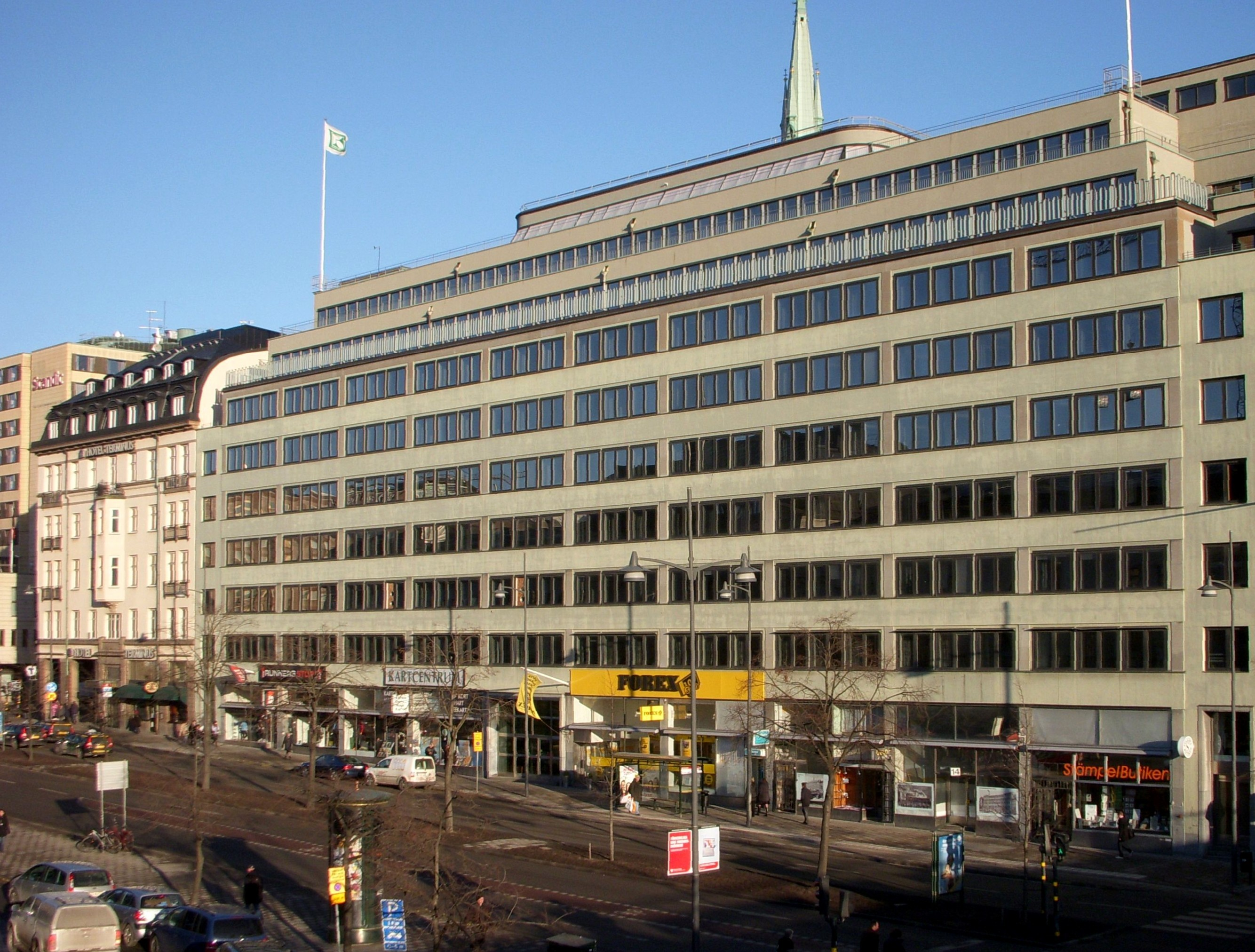
La maison Esselte en 2009.

### Le virage fonctionnaliste
Tengbom renouvelle totalement sa manière avec le siège de la société Esselte, face à la gare centrale de Stockholm. Ce bâtiment, réalisé de 1928 à 1932, manifeste un virage radical vers le fonctionnalisme et est resté d'une grande modernité. Dans la foulée, Ivar Tengbom dessinera aussi l'immeuble Citypalatset, réalisé dans le même style à Stockholm dans les années 1931-1932.
La production plus tardive d'Ivar Tengbom comprend l'Institut suédois de Rome, construit en 1938-1940, et la Tour Bonnier à Stockholm, haute de 61 m avec ses 18 niveaux, terminée en 1949 et conçue en collaboration avec son fils Anders Tengbom.

## La dynastie Tengbom
Ivar Tengbom était marié avec la sculptrice Hjördis Nordin-Tengbom (1877-1969), qui a contribué à plusieurs bâtiments signés de son mari avec ses bas-reliefs. Leur fils Anders Tengbom (1911-2009), également architecte, commença à travailler à l'atelier paternel en 1938.
Il prit le relais de son père dans les années 1950 et, à la faveur de la modernisation à outrance de Stockholm dans les années 1960, s'imposa comme un des maîtres de l'architecture moderne nordique. En 1970, l'atelier Tengbom fut réorganisé avec l'entrée de la troisième génération dans la structure, l'architecte d'intérieur Jonas Tengbom et l'architecte Svante Tengbom.
La société Tengbom n'a cessé depuis de se développer. Elle a absorbé une série d'autres ateliers d'architecture, possède aujourd'hui des agences dans toutes les grandes villes de Suède ainsi qu'à Helsinki, maîtrise tous les métiers associés depuis l'urbanisme et les études de génie civil jusqu'à la décoration intérieure et le design, et multiplie les interventions à l'international, notamment en Russie, en Chine et en Afrique. L'entreprise est non seulement une des plus importantes de Scandinavie et d'Europe dans sa spécialité, elle est aussi parmi les plus anciennes. Elle a célébré son 100e anniversaire en 2006.

## Sources
- (sv) Cet article est partiellement ou en totalité issu de l’article de Wikipédia en suédois intitulé « Ivar Tengbom » (voir la liste des auteurs).